# Андакольйо (Чилі)
Андакольйо (ісп. Andacollo) — місто в Чилі. Адміністративний центр однойменної комуни. Населення міста — 9444 осіб (2002). Місто і комуна входить до складу провінції Ельке і регіону Кокімбо.
Територія — 310 км². Чисельність населення — 11 044 мешканців (2017). Щільність населення — 35,7 чол./км².

## Розташування
Місто розташоване за 40 км на південний схід від адм. центру області міста Ла-Серена.
Комуна межує:
- на півночі — комуна Ла-Серена
- на північному сході — комуна Вікунья
- на південному сході — комуна Ріо-Уртадо
- на південному заході — комуна Овальє
- на заході — комуна Кокімбо

## Пам'ятки

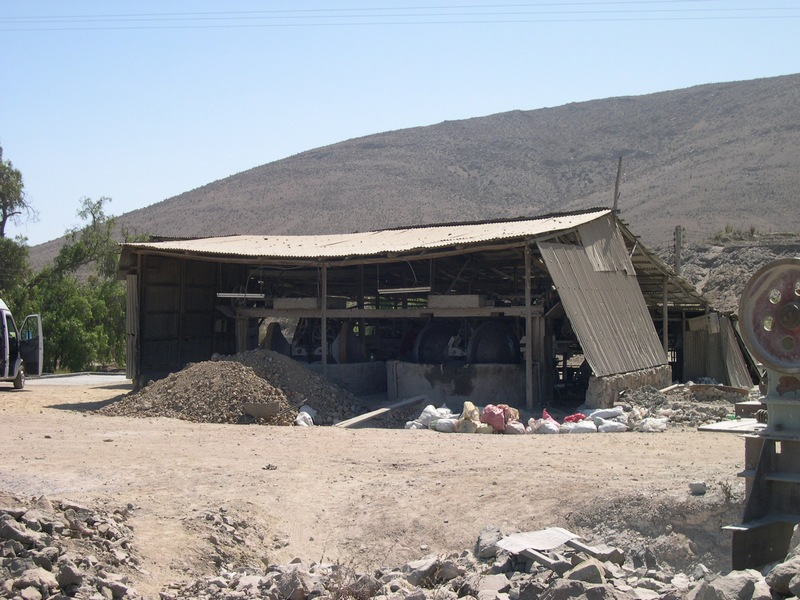
Видобуток золота в Андакольйо

- Велика церква Андакольйо (див.фото)
- Базиліка Андакольйо (див.фото)

## Економіка
Заснована на видобутку мідних та золотоносних руд.
Останнім часом видобуток руд у родовищі значно зменшився, зумовлюючи погіршення життя населення міста. 40 % населення міста живе за межею бідності.
Зменшення зайнятості у гірничорудній промисловості призвело до розвитку сфери послуг, кустарних промислів та туризму, пов'язаних з історичним та культурним багатством місцевості.